# 圣维克托 (阿列省)
圣维克托（法語：Saint-Victor，法語發音：[sɛ̃ viktɔʁ]）是法国阿列省的一个市镇，位于该省西部，属于蒙吕松区。

## 地理
圣维克托（46°23'42"N, 2°36'29"E）面积23.22 平方千米，位于法国奥弗涅-罗讷-阿尔卑斯大区阿列省，该省份为法国中部省份，北起涅夫勒省、西北接谢尔省，西南至克勒兹省，南至多姆山省，东南临卢瓦尔省，东临索恩-卢瓦尔省。
与圣维克托接壤的市镇（或旧市镇、城区）包括：代塞尔蒂讷、多梅拉、埃斯蒂瓦雷耶、蒙吕松、圣昂热勒、沃村、韦尔内。

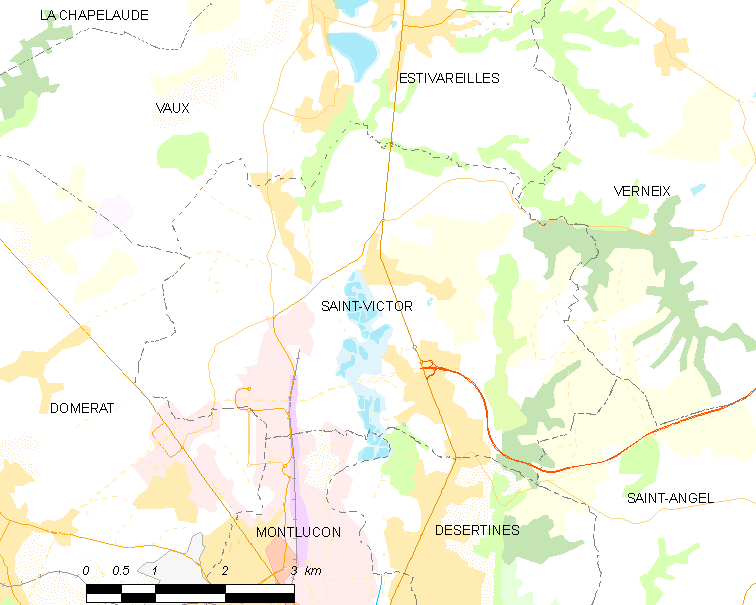
的OSM定位图

圣维克托的时区为UTC+01:00、UTC+02:00（夏令时）。

## 行政
圣维克托的邮政编码为03410，INSEE市镇编码为03262。

## 政治
圣维克托所属的省级选区为蒙吕松第一县。

## 人口

1962-2008年间人口变化图示

圣维克托于2022年1月1日时的人口数量为2078人。